# Lienardia planilabrum
Lienardia planilabrum é uma espécie de gastrópode do gênero Lienardia, pertencente a família Clathurellidae.